# Bergtürken
Bergtürken (türkisch: Dağ Türkleri) ist ein Ethnophaulismus für die Kurden in der Türkei. Der kemalistischen Doktrin nach waren alle Staatsbürger der Türkei, auch die Kurden, per definitionem Türken. Aufgrund ihrer gebirgigen Heimat deklarierte man die Kurden zu „Bergtürken“. Dem Begriff lag die Vorstellung zugrunde, dass Kurden keine eigenständige Ethnie bilden und türkischen Ursprungs (unter rassischen Aspekten Türk ırkı) seien.
Klaus Kreiser schreibt dazu, dass der Begriff in den 1940er Jahren in der Publizistik gelegentlich und amtlich nie verwendet wurde.
1983 wurde die kurdische Sprache unter der Präsidentschaft von Kenan Evren gesetzlich verboten. In dieser Zeit nahm der Assimilationsdruck zu. Man leugnete die Existenz der Kurden; die kurdische Identität wurde negiert.